# Weikersdorf am Steinfelde
Weikersdorf am Steinfelde – gmina w Austrii, w kraju związkowym Dolna Austria, w powiecie Wiener Neustadt-Land. Według danych Austriackiego Urzędu Statystycznego liczyła 1 051 mieszkańców (1 stycznia 2014).